# Albert Ireton
Albert Ireton (Baldock, Hertfordshire, 15 de maig de 1879 – Stevenage, Hertfordshire, 4 de gener de 1947) va ser un esportista anglès que va competir a primers del segle xx.
El 1908 va prendre part en els Jocs Olímpics de Londres, on guanyà la medalla d'or en la prova del joc d'estirar la corda formant part de l'equip City of London Police. En aquests mateixos Jocs disputà la prova del pes pesant del programa de boxa, on quedà eliminat en la primera ronda.